# Pallacanestro Viola 2024-2025
Questa voce raccoglie le informazioni riguardanti la Pallacanestro Viola nelle competizioni ufficiali della stagione 2024-2025.

## Stagione
La stagione 2024-2025 della Pallacanestro Viola sponsorizzata Redel sarà la 6ª stagione disputata dalla sua rifondazione e la 2ª in Serie B Interregionale.
La Redel Viola inizierà la sua pre-season disputando 2 partite in trasferta contro l'Orlandina Basket il 1º settembre al PalaFantozzi di Capo d'Orlando e contro la Basket Academy Catanzaro il 4 settembre al PalaPulera di Catanzaro lido. Giorno 20 settembre la squadra a seguito di vari impegni chiude questa fase partecipando e vincendo il 48°Trofeo Sant'Ambrogio. 
La prima partita ufficiale della squadra sarà il 29 settembre in Serie B Interregionale contro la Promobasket Marigliano in trasferta. La prima partita in casa sarà il 6 ottobre contro la Barcellona Basket 4.0. Il 23 novembre 2024 la squadra conclude il girone d'andata della fase di qualificazione con 11 vittorie rimanendo l'unica squadra imbattuta dell'intero campionato. Il 9 ottobre 2024 nella terza gara nel girone di ritorno della Fase di Qualificazione viene ammessa al Play-In Gold della Conference Sud con 8 giornate in anticipo. 
Il 5 febbraio 2025 la FIP Campania presenta ufficialmente il calendario della seconda fase da 12 partite (6 in casa e 6 in trasferta) che inizierà il 16 febbraio in trasferta contro l'Adria Bari partendo con i 14 punti conquistati nella fase di qualificazione. La prima partita in casa sarà il 23 febbraio contro la Dinamo Brindisi. Tale fase si concluderà il 27 aprile 2025 vedendo la Viola arrivare all'ottavo posto con 4 vittorie e 8 sconfitte. I Play off che inizieranno l'11 maggio 2025 vedranno la formazione reggina affrontare ai quarti l'Action Now Basket Monopoli prima classificata nel Play-in Gold venendo sconfitta ed uscendo dalla competizione in Gara 2 tra le mura amiche.

## Maglie
Il fornitore ufficiale del materiale tecnico per la stagione 2024-2025 è Erreà. Le divise di gioco, presentate il 27 luglio assieme al Main Sponsor, sono state disegnate dalla Gecosport.

La maglia frontalmente presenta il nuovo sponsor principale la Redel e come sponsor secondairo my energy (main sponsor la stagione precedente), sul retro in alto sopra il numero di maglia è presente lo sponsor Arpaià mentre in basso compare lo sponsor Edil Decoration. La divisa di casa ha come colore principale il bianco con la parte inferiore della maglia e la parte alta dei pantaloncini i colori sociali. La divisa di trasferta presenta come colore principale il nero e come la maglia di casa la parte inferiore della maglia e la parte alta dei pantaloncini i colori sociali.

## Organigramma societario
Dal sito internet della società.
Area dirigenziale
- Presidente: Carmelo Laganà
- General Manager: Fortunato Vita
- Club Manager: Domenico Porcino

Area tecnica
- Allenatore: Giulio Cadeo
- Assistente allenatore/All. U19: Sebastiano D'Agostino
- Assistente allenatore/All. U17: Stefano Scarpa
- Preparatore Atletico Prima Squadra: Marco Vitale
- Preparatore Atletico Giovanili: Alessandro Vitale

Area comunicazione
- Responsabile: Rossella Uslenghi
- Addetto Stampa: Giovanni Mafrici
- Fotografo: Fortunato Serranó

## Roster
Aggiornato al 4 marzo 2025.
| Pallacanestro Viola 2024-25 | Pallacanestro Viola 2024-25 |
| Giocatori                   | Staff tecnico               |
| --------------------------- | --------------------------- |

| N. | Naz.                 | Ruolo | Nome                  | Anno | Alt.   | Peso  |  |
| -- | -------------------- | ----- | --------------------- | ---- | ------ | ----- |  |
| 0  | Italia (bandiera)    | G     | Efe Idiaru            | 1997 | 183 cm | 76 kg |  |
| 1  | Italia (bandiera)    | AG    | Uchenna Ani           | 2000 | 197 cm | 95 kg |  |
| 3  | Nigeria (bandiera)   | G     | Joseph Paulinus       | 2002 | 189 cm | 85 kg |  |
| 7  | Italia (bandiera)    | A     | Ilario Simonetti      | 2004 | 200 cm | 92 kg |  |
| 8  | Italia (bandiera)    | P     | Francesco Boniccioli  | 2001 | 185 cm |       |  |
| 10 | Argentina (bandiera) | P     | Emanuel Fernandez (C) | 2002 | 185 cm |       |  |
| 12 | Italia (bandiera)    | G     | Salvatore Sgarlato    | 2005 | 190 cm |       |  |
| 17 | Italia (bandiera)    | C     | Giovanni Cessel       | 2001 | 208 cm |       |  |
| 18 | Italia (bandiera)    | AG    | Elias Donati          | 1999 | 200 cm | 92 kg |  |
| 19 | Grecia (bandiera)    | P     | Dīmītrīs Stamatīs     | 1996 | 190 cm | 86 kg |  |
| 24 | Italia (bandiera)    | AG    | Lorenzo Dell'Anna     | 2004 | 196 cm |       |  |
| 71 | Italia (bandiera)    | C     | Sadio Soumalia Traore | 2004 | 200 cm |       |  |
| 94 | Francia (bandiera)   | PG    | Mbenza Bangu          | 2004 | 187 cm |       |  |

| Allenatore                                                                                           |
| - Giulio Cadeo                                                                                       |
| Assistente/i                                                                                         |
| - Sebastiano D'Agostino - Stefano Scarpa Legenda - (C) Capitano - (IN) Inattivo - Infortunato Roster |

## Mercato

### Sessione estiva
| Acquisti | Acquisti           | Acquisti   |
| R.       | Nome               | Modalità   |
| -------- | ------------------ | ---------- |
| C        | Nikola Ivanaj      | svincolato |
| G        | Efe Idiaru         | svincolato |
| G        | Joseph Paulinus    | svincolato |
| AG       | Uchenna Ani        | svincolato |
| P        | Emanuel Fernandez  | svincolato |
| G        | Salvatore Sgarlato | svincolato |
| AG       | Elias Donati       | svincolato |
| AG       | Mbenza Bangu       | svincolato |

| Cessioni | Cessioni          | Cessioni       |
| R.       | Nome              | Modalità       |
| -------- | ----------------- | -------------- |
| PG       | Tommaso Russo     | fine contratto |
| C        | Yusupha Konteh    | fine contratto |
| G        | Omar Seck         | fine contratto |
| AG       | Emin Mavric       | fine contratto |
| A        | Thomas Binelli    | fine contratto |
| G        | Illja Tyrtyšnyk   | fine contratto |
| P        | Mateja Maksimovic | fine contratto |
| G        | Thomas Aguzzoli   | fine contratto |

### Dopo l'inizio della stagione
| Acquisti | Acquisti              | Acquisti         | Acquisti   |
| R.       | Nome                  | Data             | Modalità   |
| -------- | --------------------- | ---------------- | ---------- |
| P        | Francesco Boniciolli  | 1 febbraio 2025  | definitivo |
| AG       | Lorenzo Dell’Anna     | 11 febbraio 2025 | definitivo |
| C        | Sadio Soumalia Traore | 28 febbraio 2025 | definitivo |
| G        | Dīmītrīs Stamatīs     | 4 marzo 2025     | definitivo |

| Cessioni | Cessioni      | Cessioni         | Cessioni    | Cessioni |
| R.       | Nome          | Data             | Modalità    |          |
| -------- | ------------- | ---------------- | ----------- | -------- |
| C        | Nikola Ivanaj | 27 febbraio 2025 | rescissione |          |

## Risultati

### Pre-Season
| Capo d'Orlando 1 settembre 2024 | Orlandina Basket | 90 – 77 (21-18, 25-16, 20-21, 24-22) referto | Pallacanestro Viola | PalaFantozzi |

| Catanzaro Lido 4 settembre 2024 | Basket Accademy Catanzaro | 69 – 74 (17-19, 16-22, 16-13, 20-20) | Pallacanestro Viola | PalaPulera |

| Canosa di Puglia 7 settembre 2024 Memorial Serlenga di Canosa (Gara 1) | Canusium | 36 – 43 (6-15, 12-11, 18-26, 36-43) referto | Pallacanestro Viola | nuovo tensostatico |

| Canosa di Puglia 7 settembre 2024 Memorial Serlenga di Canosa (Gara 2) | Basket Corato | 56 – 62 (27-21, 42-41, 56-62) referto | Pallacanestro Viola | nuovo tensostatico |

| Matera 8 settembre 2024 Memorial Mattia Stano | Virtus Matera | 82 – 81 (23-20, 44-35, 60-60, 82-81) referto | Pallacanestro Viola | Palasassi |

| Reggio Calabria 13 settembre 2024 | Pallacanestro Viola | 84 – 59 (25-14, 22-13, 18-10, 19-22) referto | Dierre Reggio Calabria | PalaCalafiore |

| Reggio Calabria 15 settembre 2024 | Pallacanestro Viola | 76 – 71 (32-23, 24-24, 7-14, 13-10) referto | Castanea Basket | PalaLumaka |

### Trofeo Sant'Ambrogio
| Reggio Calabria 19 settembre 2024 Semifinale | Basket School Messina | 48 – 101 (12-26, 17-33, 8-22, 11-20) referto | Pallacanestro Viola | PalaCalafiore |

| Reggio Calabria 20 settembre 2024 Finale | Pallacanestro Viola | 87 – 61 (24-18, 16-16, 24-13, 23-14) referto | Basket Accademy Catanzaro | PalaCalafiore |

### Serie B Interregionale

#### Fase di qualificazione

##### Girone d'andata
| Marigliano 29 settembre 2024 1ª giornata | Promobasket Marigliano | 79 – 85 (13-16, 21-26, 14-18, 31-25) referto | Pallacanestro Viola | Palanapolitano |

| Reggio Calabria 6 ottobre 2024 2ª giornata | Pallacanestro Viola | 85 – 81 (17-21, 25-23, 20-22, 23-15) referto | Barcellona Basket 4.0 | PalaCalafiore |

| Rende 9 ottobre 2024 3ª giornata | Bim Bum Basket Rende | 72 – 85 (20-26, 19-23, 19-20, 14-16) referto | Pallacanestro Viola | Palasport di Rende |

| Reggio Calabria 13 ottobre 2024 4ª giornata | Pallacanestro Viola | 82 – 69 (27-15, 18-16, 21-25, 14-13) referto | Castanea Basket | PalaCalafiore |

| Reggio Calabria 20 ottobre 2024 5ª giornata | Pallacanestro Viola | 88 – 79 (18-20, 24-24, 27-25, 19-10) referto | Svincolati Milazzo | PalaCalafiore |

| Enna 27 ottobre 2024 6ª giornata | Siaz Basket Piazza Armerina | 67 – 83 (22-24, 22-16, 8-28, 15-18) referto | Pallacanestro Viola | PalaFerraro |

| Reggio Calabria 3 novembre 2024 7ª giornata | Pallacanestro Viola | 85 – 63 (22-22, 21-23, 20-11, 22-7) referto | Angri Pallacanestro | PalaCalafiore |

| Pellezzano 9 novembre 2024 8ª giornata | Pallacanestro Antoniana | 77 – 96 (25-25, 18-22, 17-23, 17-26) referto | Pallacanestro Viola | Palasport Carmine Longo |

| Reggio Calabria 17 novembre 2024 9ª giornata | Pallacanestro Viola | 82 – 74 (21-17, 25-24, 19-14, 17-19) referto | Basket School Messina | PalaCalafiore |

| Catanzaro 20 novembre 2024 10ª giornata | Basket Accademy Catanzaro | 82 – 90 (26-9, 23-28, 15-19, 18-34) | Pallacanestro Viola | PalaGiovino |

| Reggio Calabria 24 novembre 2024 11ª giornata | Pallacanestro Viola | 107 – 93 (26-17, 28-24, 30-19, 23-33) referto | Virtus Matera | PalaCalafiore |

##### Girone di ritorno
| Reggio Calabria 1 dicembre 2024 1ª giornata | Pallacanestro Viola | 79 – 68 (22-9, 25-15, 13-26, 19-19) referto | Promobasket Marigliano | PalaCalafiore |

| Barcellona Pozzo di Gotto 8 dicembre 2024 2ª giornata | Barcellona Basket 4.0 | 65 – 77 (10-23, 16-23, 17-14, 22-20) referto | Pallacanestro Viola | PalAlberti |

| Reggio Calabria 11 dicembre 2024 3ª giornata | Pallacanestro Viola | 84 – 73 (16-21, 22-13, 25-21, 21-18) referto | Bim Bum Basket Rende | PalaCalafiore |

| Messina 14 dicembre 2024 4ª giornata | Castanea Basket | 70 – 72 (15-15, 22-25, 13-20, 20-12) referto | Pallacanestro Viola | PalaTracuzzi |

| Milazzo 22 dicembre 2024 5ª giornata | Svincolati Milazzo | 74 – 81 (16-16, 19-21, 16-16, 18-16, 5-12) referto | Pallacanestro Viola | PalaMilone |

| Reggio Calabria 5 gennaio 2025 6ª giornata | Pallacanestro Viola | 68 – 72 (11-27, 17-17, 18-18, 22-10) referto | Siaz Basket Piazza Armerina | PalaCalafiore |

| Angri 12 gennaio 2025 7ª giornata | Angri Pallacanestro | 59 – 64 (14-28, 9-10, 22-11, 14-15) referto | Pallacanestro Viola | Palagalvani |

| Reggio Calabria 19 gennaio 2025 8ª giornata | Pallacanestro Viola | 74 – 64 (18-20, 17-14, 23-13, 16-17) referto | Pallacanestro Antoniana | PalaCalafiore |

| Messina 26 gennaio 2025 9ª giornata | Basket School Messina | 75 – 53 (22-14, 15-7, 16-14,20-18) referto | Pallacanestro Viola | PalaTracuzzi |

| Reggio Calabria 29 gennaio 2025 10ª giornata | Pallacanestro Viola | 72 – 68 (21-20, 11-13, 21-17, 19-18) referto | Basket Accademy Catanzaro | PalaCalafiore |

| Matera 2 febbraio 2025 11ª giornata | Virtus Matera | 89 – 73 (18-22, 20-17, 15-15, 36-19) referto | Pallacanestro Viola | Palasassi |

#### Play-In Gold

##### Girone d'andata
| Reggio Calabria 16 febbraio 2025 1ª giornata | Pallacanestro Viola | 79 – 90 (22-19, 16-23, 18-17, 23-3) referto | Virtus Basket Molfetta | PalaCalafiore |

| Brindisi 22 febbraio 2025 2ª giornata | Dinamo Basket Brindisi | 75 – 80 (11-17, 31-18, 16-24, 17-21) referto | Pallacanestro Viola | Palazumbo |

| Reggio Calabria 2 marzo 2025 3ª giornata | Pallacanestro Viola | 87 – 66 (23-16, 22-16, 26-17, 16-17) referto | Adria Bari | PalaCalafiore |

| Bisceglie 9 marzo 2025 4ª giornata | Lions Bisceglie | 85 – 71 (25-21, 28-16, 15-21, 17-13) referto | Pallacanestro Viola | PalaDolmen |

| Monopoli 12 marzo 2025 5ª giornata | Action Now Basket Monopoli | 69 – 67 (21-18, 20-13, 13-21, 15-15) referto | Pallacanestro Viola | Tendostruttura |

| Reggio Calabria 16 marzo 2025 6ª giornata | Pallacanestro Viola | 65 – 70 (20-20, 11-16, 20-15, 14-19) referto | Scandone Avellino | PalaCalafiore |

##### Girone di ritorno
| Molfetta 23 marzo 2025 1ª giornata | Virtus Basket Molfetta | 76 – 84 (26-24, 27-11, 15-28, 8-21) referto | Pallacanestro Viola | PalaPoli |

| Reggio Calabria 30 marzo 2025 2ª giornata | Pallacanestro Viola | 84 – 59 (23-13, 25-18, 24-12, 12-16) referto | Dinamo Basket Brindisi | PalaCalafiore |

| Bari 6 aprile 2025 3ª giornata | Adria Bari | 80 – 71 (15-15, 18-16, 21-18, 26-22) referto | Pallacanestro Viola | Palabalestrazzi |

| Reggio Calabria 13 aprile 2025 4ª giornata | Pallacanestro Viola | 59 – 69 (17-16, 16-18, 15-17, 11-18) referto | Lions Bisceglie | PalaCalafiore |

| Reggio Calabria 16 aprile 2025 5ª giornata | Pallacanestro Viola | 65 – 83 (13-24, 14-14, 15-27, 23-18) referto | Action Now Basket Monopoli | PalaCalafiore |

| Avellino 27 aprile 2025 6ª giornata | Scandone Avellino | 80 – 75 (13-14, 17-13, 20-15, 16-24, 14-9) referto | Pallacanestro Viola | Pala del Mauro |

#### Play-off

##### Quarti di finale
| Monopoli 11 maggio 2025, ore 19:00 Gara 1 | Action Now Basket Monopoli | 80 – 57 (19-12, 10-17, 29-8, 22-20) referto | Pallacanestro Viola | Tendostruttura |

| Reggio Calabria 14 maggio 2025, ore 20:30 Gara 2 | Pallacanestro Viola | 70 – 76 (17-20,18-18,18-22,17-16) referto | Action Now Basket Monopoli | PalaCalafiore |

## Statistiche

### Statistiche di squadra
Andamento Fase di Qualificazione 
| Giornata  | 1 | 2 | 3 | 4 | 5 | 6 | 7 | 8 | 9 | 10 | 11 | 12 | 13 | 14 | 15 | 16 | 17 | 18 | 19 | 20 | 21 | 22 |
| --------- | - | - | - | - | - | - | - | - | - | -- | -- | -- | -- | -- | -- | -- | -- | -- | -- | -- | -- | -- |
| Luogo     | T | C | T | C | C | T | C | T | C | T  | C  | C  | T  | C  | T  | T  | C  | T  | C  | T  | C  | T  |
| Risultato | V | V | V | V | V | V | V | V | V | V  | V  | V  | V  | V  | V  | V  | P  | V  | V  | P  | V  | P  |
| Posizione | 4 | 3 | 2 | 2 | 1 | 1 | 1 | 1 | 1 | 1  | 1  | 1  | 1  | 1  | 1  | 1  | 1  | 1  | 1  | 1  | 1  | 1  |

Fonte:  pallacanestroviola.it,  https://pallacanestroviola.it/classifica/.
Legenda:

Luogo: C = Casa; T = Trasferta. Risultato: V = Vittoria; P = Sconfitta.
 Andamento Play-In Gold 
| Giornata  | 1 | 2 | 3 | 4 | 5 | 6 | 7 | 8 | 9 | 10 | 11 | 12 |
| --------- | - | - | - | - | - | - | - | - | - | -- | -- | -- |
| Luogo     | C | T | C | T | T | C | T | C | T | C  | C  | T  |
| Risultato | P | V | V | P | P | P | V | V | P | P  | P  | P  |
| Posizione | 2 | 2 | 2 | 3 | 3 | 5 | 4 | 3 | 4 | 4  | 6  | 8  |

Fonte:  pallacanestroviola.it,  https://pallacanestroviola.it/classifica/.
Legenda:

Luogo: C = Casa; T = Trasferta. Risultato: V = Vittoria; P = Sconfitta.

### Statistiche giocatori
Fonte: Campionato
| Giocatore          | Fase di Qualificazione | Fase di Qualificazione | Fase di Qualificazione | Fase di Qualificazione | Play-In Gold | Play-In Gold | Play-In Gold | Play-In Gold | Play-off | Play-off | Play-off | Play-off | Totale | Totale | Totale | Totale |
| Giocatore          | PG                     | PTI                    | PPG                    | RL                     | PG           | PTI          | PPG          | RL           | PG       | PTI      | PPG      | RL       | PG     | PTI    | PPG    | RL     |
| ------------------ | ---------------------- | ---------------------- | ---------------------- | ---------------------- | ------------ | ------------ | ------------ | ------------ | -------- | -------- | -------- | -------- | ------ | ------ | ------ | ------ |
| E. Idiaru          | 22                     | 215                    | 9.8                    | G                      | 11           | 79           | 7.18         | G            | 2        | 14       | 7        | G        | 35     | 308    | 23.98  | 0      |
| U. Ani             | 22                     | 344                    | 15.6                   | AG                     | 12           | 201          | 16.75        | AG           | 2        | 19       | 9.5      | AG       | 36     | 564    | 41.85  | 0      |
| J. Paulinus        | 22                     | 226                    | 10.3                   | G                      | 9            | 48           | 5.33         | G            | 2        | 19       | 9.5      | G        | 33     | 293    | 25.13  | 0      |
| I. Simonetti       | 21                     | 193                    | 9.2                    | A                      | 11           | 99           | 9.0          | A            | 2        | 22       | 11       | A        | 34     | 314    | 29.2   | 0      |
| G. Cessel          | 22                     | 158                    | 7.5                    | C                      | 9            | 28           | 3.11         | C            | 1        | 5        | 5        | C        | 32     | 191    | 15.61  | 0      |
| E. Donati          | 21                     | 84                     | 4.0                    | AG                     | 12           | 41           | 3.42         | AG           | 2        | 6        | 3        | AG       | 35     | 131    | 10.42  | 0      |
| M. Bangu           | 21                     | 74                     | 4.1                    | PG                     | 12           | 76           | 6.33         | PG           | 2        | 4        | 2        | PG       | 35     | 154    | 12.43  | 0      |
| S. Sgarlato        | 7                      | 6                      | 0.8                    | G                      | -            | -            | -            | -            | -        | -        | -        | -        | 7      | 6      | 0.8    | 0      |
| N. Ivanaj          | 20                     | 203                    | 10.2                   | C                      | -            | -            | -            | -            | -        | -        | -        | -        | 20     | 203    | 10.2   | 0      |
| E. Fernandez       | 20                     | 240                    | 12.0                   | P                      | -            | -            | -            | -            | -        | -        | -        | -        | 20     | 240    | 12     | 0      |
| F. Boniciolli      | -                      | -                      | -                      | -                      | 11           | 35           | 3.18         | P            | 2        | 14       | 7        | P        | 13     | 49     | 10.18  | 0      |
| L. Dell'Anna       | -                      | -                      | -                      | -                      | 12           | 134          | 11.17        | AG           | 2        | 8        | 4        | AG       | 14     | 142    | 15.17  | 0      |
| S. Soumalia Traore | -                      | -                      | -                      | -                      | 8            | 9            | 1.12         | C            | 1        | 2        | 2        | C        | 9      | 11     | 3.12   | 0      |
| D. Stamatīs        | -                      | -                      | -                      | -                      | 9            | 98           | 10.89        | P            | 2        | 15       | 7.5      | P        | 11     | 113    | 18.39  | 0      |